# Wunderbar
Wunderbar è l'ottavo album in studio del gruppo rock australiano The Living End, pubblicato nel 2018.

## Tracce
1. Don't Lose It – 2:43
2. Not Like the Other Boys – 3:39
3. Otherside – 2:52
4. Death of the American Dream – 3:41
5. Drop the Needle – 3:20
6. Love Won't Wait – 3:50
7. Proton Pill – 2:44
8. Amsterdam – 3:39
9. Too Young to Die – 3:06
10. Wake Up the Vampires – 3:56
11. Rat in a Trap – 2:58

## Formazione
Gruppo
- Chris Cheney – voce, chitarra
- Scott Owen – contrabbasso, cori
- Andy Strachan – batteria, cori

Altri musicisti
- Die Toten Hosen – cori